# Фридрих Вилхелм Август фон Алвенслебен-Изеншнибе
Фридрих Вилхелм Август фон Алвенслебен-Изеншнибе (на немски: Friedrich Wilhelm August Graf von Alvensleben-Isenschnibbe; * 31 май 1798, Изеншнибе/Гарделеген; † 2 февруари 1853, Ветериц, част от Гарделеген) е от 1840 г. граф от род Алвенслебен в Алтмарк в Саксония-Анхалт, господар в Изеншнибе (Гарделеген), Ветериц, пруски кралски камерхер и правен рицар на „Йоанитския орден“.

## Биография
Той е големият син на Валентин Йоахим фон Алвенслебен (1752 – 1827) и съпругата му Доротея Фридерика Августа Шенк фон Флехтинген (1769 – 1850), която по-късно е главна дворцова майсторка. Внук е на Фридрих Август фон Алвенслебен (1703 – 1783), господар в Изеншнибе и Еркслебен, княжески вюртембергски главен дворцов майстер/маршал, и София Доротея фон Алвенслебен (1715 – 1788). Брат е на граф Фердинанд Фридрих Лудолф фон Алвенслебен (1803 – 1889).
Фридрих Вилхелм управлява първо Еркслебен I до смъртта на баща му (11 април 1827). След това поема управлението на получените чрез жребии собствености Изеншнибе, Ветериц, Полвиц, Кенцендорф, Зимс и Гюртел. Живее в Изеншнибе, след това в построената от него през 1831 г. къща във Ветериц. През 1838 – 1847 г. той притежава освен това Фалкенберг и. д. Алтмарк и Витенмоор (1836 – 1841).
На 15 октомври 1840 г. е издигнат на наследствен граф фон Алвенслебен-Изеншнибе цу Ветеритц. Той става пруски кралски камерхер и правен рицар на „Йоанитския орден“.
Фридрих Вилхелм умира на 2 февруари 1853 г. във Ветериц и е погребан там. След смъртта му вдовицата му графиня Августа става през 1855 г. главна дворцова майстерка на принцеса Мария Анна Пруска и живее като такава в Потсдам, по-късно в Берлин. Тя участва в живота на кралската фамилия и в Берлинското общество има важна роля, като се отличава в благотворителните организации и събития. Тя е „Дама на кралския Луизенорден“. Графиня Августа умира в кралския дворец в Берлин и е погребана до най-голямата ѝ дъщеря Анна в Кирххоф на „Лизсеншрасе“.
Фридрих Вилхелм фон Алвенслебен построява през 1831 г. рицарското имение Ветериц и парка от 1830/1831 г. Имението е продадено през 1857 г. на херцогски-анхалтски съветник Карл Хайнрих Теодор Рот от Десау.
Двама от синовете му са убити през 1870 г. в Френско-пруската война в битките при Марс ла Тур и Гравлот.

## Фамилия
Фридрих Вилхелм фон Алвенслебен-Изеншнибе се жени на 8 септември 1824 г. за Августа Фридерика Вилхелмина Шарлота фон дер Остен-Закен (* 4 септември 1804, Берин; † 1 септември 1890, Берлин), дъщеря на Кристиан Фридрих Август Бернхард Лудвиг фон дер Остен-Закен (1778 – 1861) и графиня Амалия Луиза Мариана фон Хойм-Дройсиг (1763 – 1840). Те имат 13 деца:
- Викард фон Алвенслебен (* 1 юли 1825, Еркслебен I; † 15 ноември 1909 в манастир Полвиц към Магдебург), наследник, следва в Хайделберг и Берлин, 1857 г. трябва да продаде Изеншнибе и Ветериц, сеньор на „бялата линия“, политик
- Анна фон Алвенслебен (* 27 декември 1826, Еркслебен; † 19 януари 1889, Берлин), дворцова дама на кралица Елизабет Пруска
- Йоахим фон Алвенслебен (* 6 януари 1828, Еркслебен; † 7 февруари 1900, кадетенкорб Магдебург), офицер, влиза във френския чуждестанен легион и участва в похода в Мексико, живее в Страсбург и Полвиц, неженен
- Гебхард фон Алвенслебен (* 24 януари 1829, Изеншнибе; † 25 юли 1834, Ветериц)
- Бусо фон Алвенслебен (* 19 март 1830, Изеншнибе; † 22 май 1830)
- Аделхайд фон Алвенслебен (* 7 юни 1831, Ветериц; † 23 декември 1911, Бад Кьозен), почетна манастирска дама на Мариенфлис в Померания
- Армгард фон Алвенслебен (* 13 февруари 1833, Ветериц; † 16 април 1926, дворец Гера), дворцова дама на княгиня Ройс, почетна манастирска дама на Камин в Померания, ексцеленц
- Августа фон Алвенслебен (* 4 февруари 1835, Ветериц; † 9 юни 1907, Щолп, Померания)
- Ахац фон Алвенслебен (* 23 април 1836, Ветериц; † 31 юли 1836)
- Фридрих фон Алвенслебен (* 7 август 1837, Ветериц; † 5 октомври 1894, Хановер), близнак, генерал-лейтенант, неженен
- Август фон Алвенслебен (* 7 август 1837, Ветериц; † 16 август 1870, убит при Марс ла Тур), близнак
- Албрехт фон Алвенслебен (* 1 октомври 1838, Ветериц; † 18 август 1870, убит при Ст. Приват), следва право в Берлин, лесовъдство в Еберсвалде, лесновъден референдар в правитеството Щралзун
- Алкмар фон Алвенслебен (* 16 септември 1841, Ветериц; † 10 ноември 1898, Наумбург), генерал-лейтенант, женен на 27 декември 1890 г. за Мехтилд фон Алвенслебен (1850 – 1941) от Шохвиц, дъщеря на генерал-лейтенант Херман фон Алвенслебен (1809 – 1887) и сестра на генерал-майор Лудолф фон Алвенслебен (1844 – 1912); имат един син Вилхелм Херман (Вилман) (* 16 април 1894, Франкфурт на Одер), офицер (1914 – 1818)